# San Javier (Gerichtsbezirk)
Der Gerichtsbezirk San Javier ist einer der elf Gerichtsbezirke in der autonomen Gemeinschaft Murcia.
Der Bezirk umfasst 4 Gemeinden auf einer Fläche von 306,69 km² mit dem Hauptquartier in San Javier.

## Gemeinden
| Gemeinde                  | Einwohner (2024) | Fläche km² | Dichte Einw./km² | Cod INE | Postleitzahl |
| ------------------------- | ---------------- | ---------- | ---------------- | ------- | ------------ |
| Los Alcázares             | 19.506           | 19,82      | 984              | 30902   | 30710        |
| San Javier                | 35.872           | 75,10      | 478              | 30035   | 30730        |
| San Pedro del Pinatar     | 28.706           | 22,37      | 1.283            | 30036   | 30740        |
| Torre-Pacheco             | 40.074           | 189,40     | 212              | 30037   | 30700        |
| Gerichtsbezirk San Javier | 124.158          | 306,69     | 405              | –       | –            |